# Na vozíku
Na vozíku (v anglickém originále Wheels) je devátá epizoda amerického televizního seriálu Glee. Epizodu napsal Ryan Murphy, autor Glee a režíroval ji Paris Barclay. Epizoda se poprvé vysílala na televizním kanálu Fox 11. listopadu 2009. V této epizodě se členové sboru snaží vybrat peníze pro bezbariérový vstup do školního autobusu, aby člen sboru Artie (Kevin McHale), který je na vozíčku s nimi mohl cestovat na okresní kolo soutěže. Quinn (Dianna Agron) bojuje s vysokými léčebnými výlohami, které jsou spojené s jejím těhotenstvím a Puck (Mark Salling) se jí znovu zeptá, jestli nechce podpořit. Sue (Jane Lynch) přijme do družstva roztleskávaček dívku s Downovým syndromem a Kurt (Chris Colfer) a Rachel (Lea Michele) soutěží o to, který z nich bude zpívat sólo.
McHale tuto epizodu nazval jako „zatím nejvážnější epizodu Glee“, zatímco ji Murphy označil jako „ten zlomový bod pro seriál“. V epizodě se objeví dvě nové postavy, Lauren Potter jako Becky Jackson a Robin Trocki jako Jean Sylvester, sestra Sue. V epizodě zazní coververze písní „Dancing with Myself“ od Nouvelle Vague, „Defying Gravity“ z muzikálu Čarodějka a „Proud Mary“ od Ike a Tiny Turner. Píseň „Dancing With Myself“ je pro McHala první sólovou písní v seriálu. Píseň „Defying Gravity“ byla do seriálu zařazena kvůli osobní zkušenosti Colfera ze střední školy, když mu učitelka dramatické výchovy nechtěla dovolit zpívat tuto písničku kvůli jeho pohlaví. „Proud Mary“ se odehrává výhradě na vozíčkách a choreograf Glee, Zach Woodlee popsal toto hudební číslo jako „zatím nejděsivější“.
V den vysílání epizodu sledovalo 7,35 milionů amerických diváků a Barclay byl za režii epizody nominován na Directors Guild of America Award v kategorii Výborná režie komediálního seriálu.

## Obsah
Vedoucí školního sboru Will Schuester se dozví, že školní rozpočet si nemůže dovolit pokrýt bezbariérový autobus pro handicapovanou osobu na okresní kolo, což znamená, že by Artie musel cestovat izolovaně od zbytku sboru. Will nařídí zbytku sboru, aby nejen vybírali peníze prodejem koláčků na bezbariérový autobus, ale aby i oni sami strávili čas na vozíku, aby zjistili, jak těžké to je.
Mezitím se Quinn snaží zaplatit léčebné výlohy kvůli jejímu těhotenství a hrozí Finnovi, že se s ním rozejde, pokud ji nezaplatí účet za ultrazvuk. Puck na Finna zaútočí, protože cítí, že Finn Quinn dostatečně nepodporuje. Puck začne do svých koláčků, které má prodávat dávat konopí a dobře na tom vydělá a vydělané peníze nabízí Quinn. Ta se mu omluví, že ho předtím nazvala hlupákem, ale odmítá přijmout peníze a oddechne si, když si je Finn schopen najít práci (s pomocí Rachel).
Kurt a Rachel soutěží o sólo v písni "Defying Gravity". Píseň (většinou ji zpívá žena) je nabídnuta Rachel, ale když si přijde Kurtův otec (Mike O'Malley) stěžovat řediteli Figginsovi (Iqbal Theba), že je jeho syn obětí diskriminace, tak se Kurt může zúčastnit konkurzu na píseň. Jeho otec obdrží urážlivý anonymní telefonát o sexuální orientaci jeho syna a Kurt dobrovolně sabotuje svou šanci na konkurzu, aby ušetřil svého otce dalšího obtěžování.
Artie prozrazuje Tině (Jenna Ushkowitz), že ho v osmi letech srazilo auto a proto je upoután na vozík. Přirovnává svůj vozík k Tininým vadám řeči. Jdou na rande a políbí se, ale nakonec to skončí špatně, protože se mu Tina přizná, že své koktání předstírala již od šesté třídy, aby od sebe odvedla pozornost.
Trenérka Sue Sylvester musí vypíše konkurz na novou roztleskávačku, protože vyhodila Quinn kvůli jejímu těhotenství. Nakonec přijme Becky Jackson, studentku druhého ročníku s Downovým syndromem. Willovi se její chování zdá velmi podezřelé, zvláště ještě potom, co Sue přidá peníze do školního fondu, aby se mohli vybudovat tři bezbariérové rampy pro studenty ze zdravotním postižením. V dalším záběru je odhaleno, že starší sestra Sue, Jean také trpí Downovým syndromem a žije ve zdravotnickém zařízení pro zdravotně postižené osoby. Epizoda končí, když celý sbor zpívá na vozíčkách píseň "Proud Mary", aby podpořili Artieho.

## Seznam písní
- "Dancing with Myself"
- "Defying Gravity"
- "Proud Mary"

## Hrají
- Dianna Agron - Quinn Fabray
- Chris Colfer - Kurt Hummel
- Jane Lynch - Sue Sylvester
- Jayma Mays - Emma Pillsburry
- Kevin McHale - Artie Abrams
- Lea Michele - Rachel Berry
- Cory Monteith - Finn Hudson
- Matthew Morrison - William Schuester
- Amber Riley - Mercedes Jones
- Mark Salling - Noah "Puck" Puckerman
- Jenna Ushkowitz - Tina Cohen-Chang

## Natáčení
Kevin McHale označil tuto epizodu jako „zatím nejvážnější“ epizodu Glee. Líbí se mu vývoj postavy Artieho v této epizodě, což vysvětlil tím, že když byl obsazen do této role, tak nevěděl nic z Artieho dřívějšího života a to ho přimělo si jeho historii vytvořit. Věřil, že se stal Artie handicapovaný až během života, ne po tom, co se narodil, což bylo ukázáno v této epizodě. O nastávajícím románku mezi Tinou a Artiem McHale řekl: „Myslím si že Tina a Artie budou spolu. Myslím si, že budou po dlouhou dobu pár.“
Vysvětlil, že na začátku natáčení seriálu tvůrce seriálu, Ryan Murphy řekl, že Artie a Tina možná budou spolu, tak on a Jenna Ushkowitz během natáčení seděli záměrně blízko sebe, za předpokladu, že by se to nakonec stalo. McHale byl šokován Artieho reakcí na Tinino falešné koktání, a byl ze začátku nejistý, proč „byl tak dramatický“. Nicméně došel k závěru: „Opravdu si myslím, že je Artie dobrý pro Tinu, protože byli oba odděleni od společnosti kvůli svým odlišnostem. Ve sboru jsou příklady outsiderů, ale se ve sboru sdílí spojení. Takže celý svůj vztah k ní založil na tomto a když mu Tina řekla pravdu, nevěděl, co má dělat.“ McHale a Ushkowitz doufali, že jejich postavy spolu budou chodit, protože ve skutečnosti jsou nejlepšími kamarády.
Murphy nazval tuto epizodu jako „zlomový bod pro seriál“. Vedlejší postavy, které se v epizodě objeví, jsou Kurtův otec Burt Hummel (Mike O'Malley), členové sboru: Brittany (Heather Morris), Santana Lopez (Naya Rivera), Mike Chang (Harry Shum mladší) a Matt Rutherford (Dijon Talton), školní reportér Jacob Ben Israel (Josh Sussman), ředitel Figgins (Iqbal Theba) a bývalý vedoucí sboru, Sandy Ryerson (Stephen Tobolowsky). V této epizodě hostují Cheryl Francis Harrington a Jeff Lewis jako sestřička a manažer v místním pobytovém zařízení. Také se zde poprvé objevily dvě nové postavy s Downovým syndromem, Robin Trocki jako Jean Sylvester, sestra Sue a Lauren Potter jako Becky Jackson, studentka druhého ročníku na William McKinley High School. Potter je členkou Asociace lidí s Downovým syndromem v Los Angeles a o konkurzu byla kontaktována přes talentovou agenturu Hearts and Hands. O tuto roli se ucházelo čtrnáct hereček, což Potter popsala jako „výbornou zkušenost“ vystupovat.

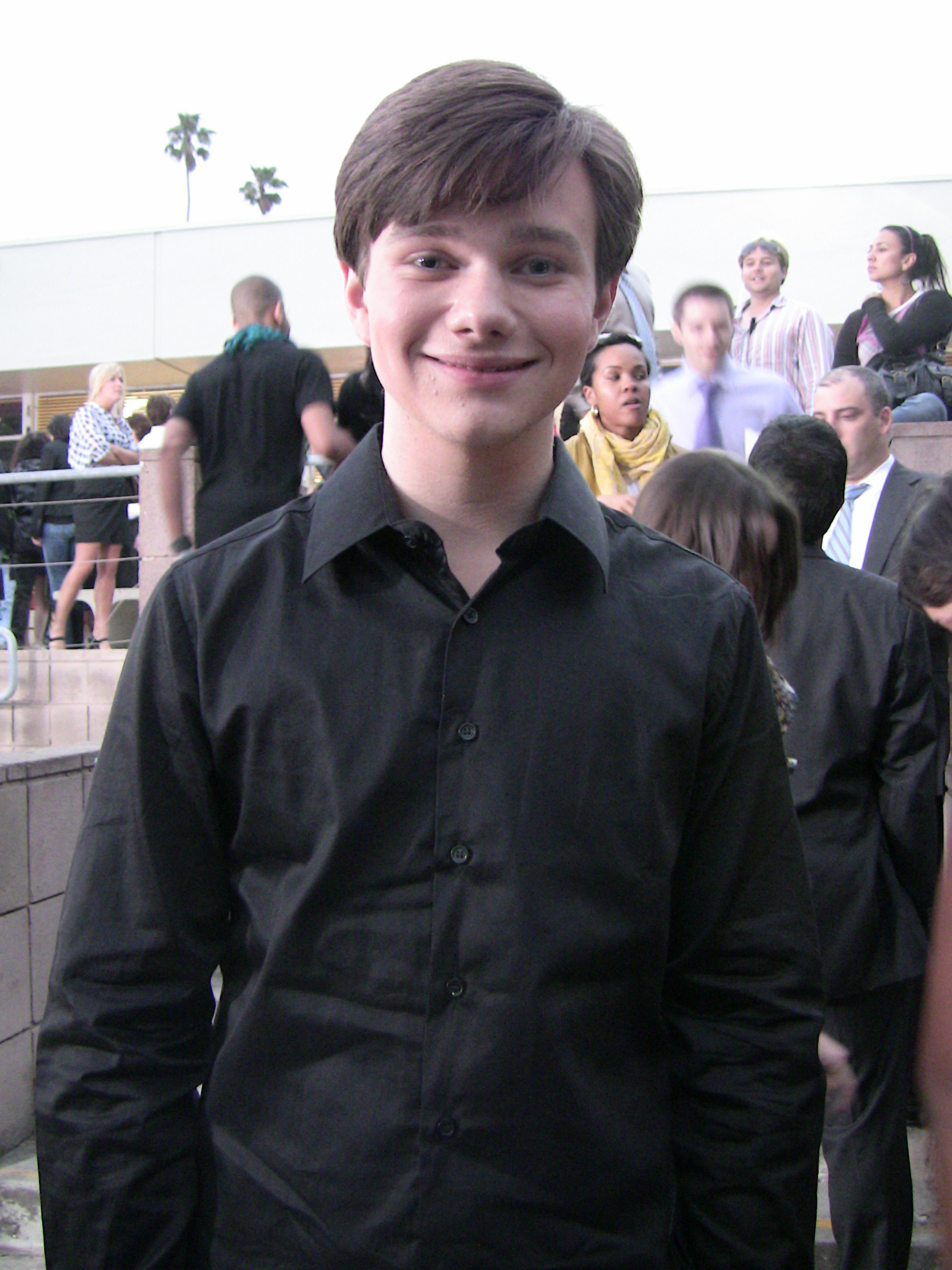
Zápletka s písní "Defying Gravity" byla založena na skutečném vlastním příběhu Chrise Colfera (na obrázku)

## Hudba a choreografie
V epizodě zazní coververze písní "Dancing with Myself" od Nouvelle Vague, "Defying Gravity" z muzikálu Čarodějka a "Proud Mary" od Ike a Tiny Turner. Coververze písní, včetně sólových částí Michele a Colfera v "Defying Gravity" byly vydány jako singly a jsou dostupné ke stažení. Zatímco se písně "Proud Mary" a "Dancing With Myself" v žebříčcích hitparád neumístily, píseň „Defying Gravity" se umístila na 58. místě v Austrálii, na 38. místě v Kanadě a 31. místě ve Spojených státech. Duetová verze písně "Defying Gravity" se objevila na soundtrackovém albu "Glee: The Music, Volume 1".
Murphy vybral "Defying Gravity" do této epizody poté, co mu Colfer prozradil jeho vlastní příběh ze střední školy, kdy mu učitelka dramatické výchovy odmítala dovolit zpívat tuto píseň kvůli jeho pohlaví. Murphy to vysvětlil: „Našel jsem způsob, jak to začlenit do seriálu, protože v kostce o tom tento seriál vlastně je: někdo někomu řekne, že to nemůže udělat kvůli tomu, že vnímají jejich odlišnosti, ale nevidí jejich skutečné schopnosti.“ Colfer uvádí, že příležitost konečně zpívat tuto píseň pro něj „znamená opravdu celý svět“ a že: „Je opravdu děsivé dívat se na sebe, když děláte něco, o čem jste snili opravdu velkou dobu. Vím, že rozhodně nejsem ten nejlepší zpěvák, ale myslím, že ta zpráva skrývající se za písní o vzpírání limitů a hranic určených ostatními se doufejme, dostane před píseň jako takovou. Ačkoliv v této písni dělám mnoho věcí, co dělá Kurt, je to pravděpodobně jedna z nejupřímnějších scén a scén nejblíže vašemu srdci, kterou jsem kdy točil.“